# Mistrovství světa v ledním hokeji 2008 (Divize II)
Mistrovství světa v ledním hokeji (Divize II) se probíhala ve dnech 7. dubna–13. dubna 2008 ve městech Miercurea Ciuc (Skupina A) a Newcastle (Skupina B).

## Skupina A

### Tabulka
| Poř. | Tým       | Z | V | VP | PP | P | Skóre | B  |
| ---- | --------- | - | - | -- | -- | - | ----- | -- |
| 1.   | Rumunsko  | 5 | 5 | 0  | 0  | 0 | 65:2  | 15 |
| 2.   | Belgie    | 5 | 3 | 1  | 0  | 1 | 29:14 | 11 |
| 3.   | Srbsko    | 5 | 3 | 0  | 1  | 1 | 32:19 | 10 |
| 4.   | Izrael    | 5 | 1 | 1  | 0  | 3 | 16:28 | 5  |
| 5.   | Bulharsko | 5 | 1 | 0  | 1  | 3 | 14:44 | 4  |
| 6.   | Irsko     | 5 | 0 | 0  | 0  | 5 | 8:57  | 0  |

### Zápasy
Irsko -  Srbsko 1:13 (1:2, 0:3, 0:8)
7. dubna - Miercurea Ciuc
 Belgie -  Bulharsko 8:1 (4:0, 1:1, 3:0)
7. dubna - Miercurea Ciuc
 Izrael -  Rumunsko 0:13 (0:4, 0:5, 0:4)
7. dubna - Miercurea Ciuc
 Bulharsko -  Irsko 7:4 (2:1, 1:1, 4:2)
8. dubna - Miercurea Ciuc
 Rumunsko -  Srbsko 10:0 (3:0, 4:0, 3:0)
8. dubna - Miercurea Ciuc
 Belgie -  Izrael 6:3 (2:2, 3:1, 1:0)
8. dubna - Miercurea Ciuc
 Belgie -  Irsko 9:1 (3:0, 4:1, 2:0)
10. dubna - Miercurea Ciuc
 Izrael -  Srbsko 1:4 (1:0, 0:3, 0:1)
10. dubna - Miercurea Ciuc
 Rumunsko -  Bulharsko 16:0 (7:0, 4:0, 5:0)
10. dubna - Miercurea Ciuc
 Srbsko -  Belgie 4:5sn (3:1, 1:2, 0:1 - 0:0)
11. dubna - Miercurea Ciuc
 Bulharsko -  Izrael 4:5pp (1:2, 1:0, 2:2 - 0:1)
11. dubna - Miercurea Ciuc
 Irsko -  Rumunsko 1:21 (0:7, 1:5, 0:9)
11. dubna - Miercurea Ciuc
 Srbsko -  Bulharsko 11:2 (6:0, 5:0, 0:2)
13. dubna - Miercurea Ciuc
 Izrael -  Irsko 7:1 (2:0, 4:1, 1:0)
13. dubna - Miercurea Ciuc
 Rumunsko -  Belgie 5:1 (2:1, 1:0, 2:0)
13. dubna - Miercurea-Ciuc

## Skupina B

### Tabulka
| Poř. | Tým         | Z | V | VP | PP | P | Skóre | B  |
| ---- | ----------- | - | - | -- | -- | - | ----- | -- |
| 1.   | Austrálie   | 5 | 5 | 0  | 0  | 0 | 20:6  | 15 |
| 2.   | Čína        | 5 | 2 | 2  | 0  | 1 | 21:14 | 10 |
| 3.   | Španělsko   | 5 | 3 | 0  | 1  | 1 | 20:19 | 10 |
| 4.   | Mexiko      | 5 | 2 | 0  | 0  | 3 | 14:20 | 6  |
| 5.   | Island      | 5 | 1 | 0  | 1  | 3 | 17:21 | 4  |
| 6.   | Nový Zéland | 5 | 0 | 0  | 0  | 5 | 11:23 | 0  |

### Zápasy
Španělsko -  Čína 4:5sn (1:0, 2:3, 1:1 - 0:0)
7. dubna - Newcastle
 Nový Zéland -  Island 3:6 (1:2, 1:3, 1:1)
7. dubna - Newcastle
 Austrálie -  Mexiko 7:1 (2:0, 3:1, 2:0)
7. dubna - Newcastle
 Čína -  Island 5:4sn (2:1, 1:1, 1:2 - 0:0)
9. dubna - Newcastle
 Mexiko -  Nový Zéland 2:0 (1:0, 1:0, 0:0)
9. dubna - Newcastle
 Austrálie -  Španělsko 5:3 (1:1, 1:2, 3:0)
9. dubna - Newcastle
 Čína -  Mexiko 5:3 (1:1, 1:2, 3:0)
10. dubna - Newcastle
 Španělsko -  Island 4:3 (1:0, 3:0, 0:3)
10. dubna - Newcastle
 Austrálie -  Nový Zéland 4:2 (1:0, 1:2, 2:0)
10. dubna - Newcastle
 Mexiko -  Španělsko 2:4 (1:1, 1:2, 0:1)
12. dubna - Newcastle
 Nový Zéland -  Čína 2:6 (2:1, 0:3, 0:2)
12. dubna - Newcastle
 Island -  Austrálie 0:3 (0:1, 0:1, 0:1)
12. dubna - Newcastle
 Island -  Mexiko 4:6 (1:4, 3:1, 0:1)
13. dubna - Newcastle
 Španělsko -  Nový Zéland 5:4 (1:1, 1:0, 3:3)
13. dubna - Newcastle
 Čína -  Austrálie 0:1 (0:1, 0:0, 0:0)
13. dubna - Newcastle